# Lynge Herred
Lynge Herred var et herred i Sjællands Østersyssel. Herredet deltes i 1862 i to:
- Lynge-Kronborg Herred med Øresundskysten
- Lynge-Frederiksborg Herred med Hillerød og Frederikssund.

Inden da havde området haft flere administrative ændringer - 1662-1793 hørte dele til Kronborg Amt og 1730-1805 hørte andre dele til Hørsholm Amt. Begge disse amter opgik i Frederiksborg Amt.